# Long Beach Grand Prix 1996
Toyota Grand Prix of Long Beach 1996 imgick i CART World Series samma år, och kördes den 14 april på Long Beach Street Circuit i Long Beach, Kalifornien, USA. Jimmy Vasser tog sin tredje seger på fyra tävlingar, och tog ett fast grepp om mästerskapsledningen.

## Slutresultat
| Plats | Förare                | Team                     | Grid | Kvaltid |
| ----- | --------------------- | ------------------------ | ---- | ------- |
| 1     | Jimmy Vasser          | Chip Ganassi Racing      | 3    | 52.365  |
| 2     | Parker Johnstone      | Comptech Racing          | 6    | 52.651  |
| 3     | Al Unser Jr.          | Marlboro Team Penske     | 9    | 52.796  |
| 4     | Paul Tracy            | Marlboro Team Penske     | 4    | 52.521  |
| 5     | Gil de Ferran         | Jim Hall Racing          | 1    | 52.208  |
| 6     | Adrián Fernández      | Tasman Motorsports       | 13   | 52.895  |
| 7     | Michael Andretti      | Newman/Haas Racing       | 12   | 52.871  |
| 8     | Roberto Moreno        | Payton/Coyne Racing      | 18   | 53.219  |
| 9     | Eddie Lawson          | Galles Racing            | 24   | 54.091  |
| 10    | Richie Hearn          | Della Penna Motorsports  | 22   | 53.433  |
| 11    | Scott Pruett          | Patrick Racing           | 5    | 52.557  |
| 12    | Bryan Herta           | Rahal-Hogan              | 17   | 53.187  |
| 13    | Robby Gordon          | Walker Racing            | 7    | 52.754  |
| 14    | Bobby Rahal           | Rahal-Hogan Racing       | 21   | 53.362  |
| 15    | Maurício Gugelmin     | PacWest Racing           | 11   | 52.864  |
| 16    | Raul Boesel           | Brahma Sports Team       | 16   | 53.026  |
| 17    | Dennis Vitolo         | Project Indy             | 28   | 55.850  |
| 18    | Teo Fabi              | PacWest Racing           | 19   | 53.221  |
| 19    | Stefan Johansson      | Bettenhausen Motorsports | 20   | 53.343  |
| 20    | Emerson Fittipaldi    | Hogan Penske Racing      | 14   | 52.917  |
| 21    | Christian Fittipaldi  | Newman/Haas Racing       | 10   | 52.807  |
| 22    | Greg Moore            | Forsythe Racing          | 8    | 52.761  |
| 23    | Michel Jourdain Jr.   | Dick Simon Racing        | 27   | 55.808  |
| 24    | Alex Zanardi          | Chip Ganassi Racing      | 2    | 52.257  |
| 25    | Juan Manuel Fangio II | All American Racing      | 26   | 54.549  |
| 26    | Jeff Krosnoff         | Arciero-Wells Racing     | 23   | 53.923  |
| 27    | André Ribeiro         | Tasman Motorsports       | 15   | 52.951  |
| 28    | Hiro Matsushita       | Payton/Coyne Racing      | 25   | 54.343  |